# Zanna Bianca (film 1973)
Zanna Bianca è un film del 1973 diretto da Lucio Fulci. Ha avuto un seguito nel 1974, intitolato Il ritorno di Zanna Bianca. Ispirato al romanzo di Jack London, il film presenta trama e personaggi in gran parte diversi, pur mantenendo Beauty Smith, che organizza combattimenti tra cani, nel ruolo di antagonista della storia.

## Trama
Canada, 1886, durante la corsa all'oro. Charlie, un indiano commerciante di pellicce, scopre suo figlio Mitsah che tenta di far amicizia con un lupo ed allontana l'animale, credendolo pericoloso. Quella sera, Charlie si ricrede quando il lupo, in realtà un incrocio tra lupo e cane che è stato chiamato Zanna Bianca da suo figlio, dà l'allarme poiché Mitsah è caduto in un lago ghiacciato. Con l'aiuto di Zanna Bianca, Charlie salva il bambino, che tuttavia rischia di morire assiderato; l'indiano decide allora di portarlo a Dawson, la città più vicina, per farlo curare da un medico. Kurt, altro commerciante di pelli, lo accompagna pur avvertendolo che la città non è sicura. Intanto Jason Scott, commissario governativo e scrittore, arriva a Dawson per scrivere un articolo sui cercatori d'oro; viene accolto da suor Evangelina, da poco arrivata in città con l'intenzione di aprire un ospedale nella missione. La suora ha notato la corruzione di padre Oatley, ossessionato dal denaro: il prete è succube del bandito Beauty Smith, che domina in realtà l'intera città di Dawson e gli affari che vi si svolgono. Smith è inoltre attratto dalla ballerina/cantante Krista, che si esibisce in un saloon ed è la figlia segreta del prete.
Suor Evangelina cura Mitsah, mentre Charlie viene insultato dagli scagnozzi di Beauty Smith in quanto indiano; Zanna Bianca, che l'aveva seguito, uccide il cane di Smith che gli era stato mandato contro. Il bandito, che sfrutta i cani nei combattimenti, cerca di convincere Charlie a vendergli Zanna Bianca; l'indiano rifiuta, ma viene coinvolto in una rissa ed accoltellato da uno degli uomini di Smith. Il bandito organizza una lotta tra Zanna Bianca ed un orso incatenato, in cui il lupo viene gravemente ferito prima che Scott e Suor Evangelina possano intervenire, salvando l'animale che viene restituito a Mitsah. Al bambino, che sta guarendo, viene però taciuta la morte del padre; Scott inizia ad avere per lui un affetto paterno. Intanto, Beauty Smith sta pensando di cambiare città e vuole convincere Krista a seguirlo, ma lei rifiuta; ne segue una rissa, durante la quale Smith accidentalmente uccide la donna. Accorso sul posto, padre Oatley grida contro Smith e svela ciò che il bandito aveva tenuto nascosto, ossia che a Nome (dove Smith ha intenzione di trasferirsi) sono stati scoperti nuovi filoni d'oro.
Chester, l'assassino di Charlie, era stato nel frattempo arrestato, ma viene liberato da un giubba rossa corrotta, e tenta di uccidere Scott su ordine di Smith; l'attentato fallisce per l'intervento di Zanna Bianca, che salta dalla finestra ed aggredisce il delinquente, uccidendolo. Smith ed uno dei suoi scagnozzi (Jim Hall) fuggono prendendo in ostaggio Mitsah, padre Oatley tenta di fermarli e viene ucciso. Scott, con l'aiuto degli abitanti di Dawson e di Zanna Bianca, insegue Smith, che tenta di disperderli facendo saltare una diga; il lupo salta addosso al bandito ma la dinamite esplode spazzando via Smith, Hall e lo stesso Zanna Bianca. Il giorno seguente, Scott, suor Evangelina e Mitsah stanno lasciando Dawson su un battello. Il bambino è affranto per la morte del padre e la perdita del suo cane, ma Zanna Bianca è sopravvissuto e nuota fino al battello ricongiungendosi al suo padroncino.

## Produzione
Il film è stato girato in Austria, benché sia ambientato a Dawson City, in Canada. Pablo Pèrez e Emilio Ruiz del Rio hanno seguito gli effetti speciali. Zanna Bianca è interpretato nel film da un cane da pastore tedesco. Doppiaggio italiano a cura della S.A.S (Virna Lisi e Franco Nero mantengono le loro voci originali).

## Sequel
Nel 1974 il film ha avuto un sequel, Il ritorno di Zanna Bianca.